# Potamilus
Potamilus је род слатководних шкољки, мекушаци из породице Unionidae.

## Врсте
Врсте у оквиру рода Potamilus:
- Potamilus alatus
- Potamilus amphichaenus
- Potamilus capax
- Potamilus inflatus
- Potamilus metnecktayi
- Potamilus ohiensis
- Potamilus purpuratus